# Usha Vance
Usha Chilukuri Vance, född 6 januari 1986 i San Diego i Kalifornien, är en amerikansk advokat som är gift med USA:s vicepresident, J.D. Vance. Sedan den 20 januari 2025 är hon USA:s andra dam. 

## Biografi

### Bakgrund och familj
Usha Vance föddes i San Diego County som dotter till indiska immigranter. Hennes far är ingenjör och föreläsare vid San Diego State University, medan hennes mor är biolog inom molekylärbiologi vid University of California.
Vances föräldrar kommer från West Godavari- och Krishna-distrikten i Andhra Pradesh i Indien. Familjen flyttade från Andhra Pradesh till USA på 1980–talet. Usha Vance växte upp i en förort till San Diego, där hon gick på Mt. Carmel High School.
Usha och JD Vance gifte sig år 2014 i delstaten Kentucky, i ett interreligiöst äktenskap. Hennes makes vän Jamil Jivani läste ur Bibeln och en hinduisk pandit välsignade paret. De har tre barn tilĺsammans och bor i Cincinnati. Usha Vance är hindu och hennes make är kristen, uppfostrad som evangelisk men sedan 2019 katolik.
På grund av hennes indiska härkomst har Vance blivit föremål för rasistiska kommentarer från bland annat högerextremister som Nick Fuentes och Jaden McNeil.

### Utbildning
Vance studerade vid Yale University, där hon först avlade en kandidatexamen i historia 2007 och en juristexamen 2013. Hon avlade även 2010 en masterexamen i tidigmodern historia vid Clare College, tillhörande Cambridge University, där hon studerade genom ett stipendium. Under tiden på juristprogrammet vid Yale blev hon bekant med sin framtida make J.D. Vance, en relation som uppmuntrades av deras professor Amy Chua. År 2013 startade Usha och JD Vance en diskussionsgrupp fokuserad på "social nedgång i det vita Amerika". De båda var också redaktörer för Yale Law Journal.

### Karriär
Efter juristexamen 2013 arbetade Usha som notarie i fem år på olika nivåer. Först skedde detta i Östra Kentuckys federala distriktsdomstol åren 2013–2014, därefter i federala appellationsdomstolen i Washington, D.C. åren 2014–2015; där arbetade hon bland annat under domare Brett Kavanaugh. Hon blev därefter notarie i USA:s högsta domstol åren 2017–2018, då hon arbetade för chefsdomare John Roberts.
I maj 2019 blev Usha Vance antagen till District of Columbia Bar och avlade där bar exam. Hon avlade senare även bar exam för behörighet att praktisera juridik som advokat i Kalifornien och Ohio. Hon arbetade på advokatbyrån Munger, Tolles & Olson med bland annat hantering av civilrättsfall och överklaganden som involverade högre utbildningar, lokala myndigheter, underhållning och teknik. Hon avslutade sin tjänst i juli 2024 för att fokusera på familjen och inför presidentvalet 2024 där maken var Donald Trumps vicepresidentkandidat.
Några av hennes tidigare klienter inkluderar Regents of the University of California, Pacific Gas and Electric Company och en division inom The Walt Disney Company.

### USA:s andra dam och presidentvalet 2024

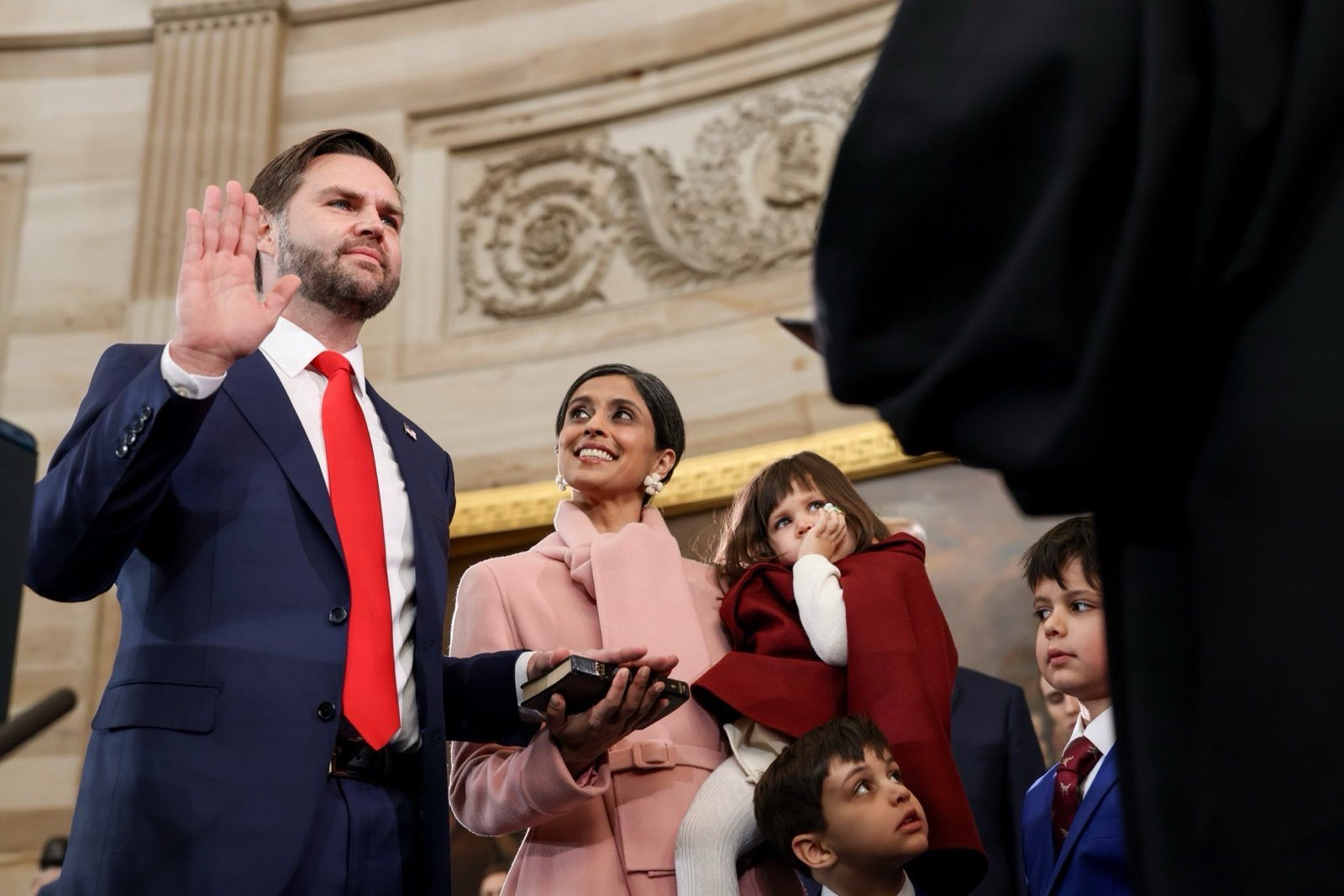
Usha Vance (mitten) ser på sin make medan han svär vicepresidenteden.

Efter Donald Trumps vinst i presidentvalet 2024 antog Vance rollen som USA:s andra dam den 20 januari 2025. Hon blev då den första indisk-amerikanen, teluguen och hinduen att inneha rollen.
Under Republikanernas partikonvent, som anordnades Milwaukee i juli 2024, höll Usha Vance ett tal där hon officiellt presenterade sin make som Trumps vicepresidentkandidat. Efter det kom hon att fungera som rådgivare till sin make under resten av kandidaturen. Under denna tid reste hon ofta med honom till kampanjmöten och var även ibland uppe på scen tillsammans med honom.
I februari 2025 följde Vance med sin make J.D. Vance på besök i Frankrike och Tyskland. Under samma månad utsåg Donald Trump Usha Vance till medlem i John F. Kennedy Center for the Performing Arts.